# São José da Coroa Grande (ort)
São José da Coroa Grande är en ort i Brasilien.   Den ligger i kommunen São José da Coroa Grande och delstaten Pernambuco, i den östra delen av landet, 1 600 km nordost om huvudstaden Brasília. São José da Coroa Grande ligger 9 meter över havet och antalet invånare är 11 512.
Terrängen runt São José da Coroa Grande är platt. Havet är nära São José da Coroa Grande åt sydost. Närmaste större samhälle är Barreiros, 9,8 km norr om São José da Coroa Grande.